# بال‌بستگان
بال‌بستگان (نام علمی: Cordulephyidae) نام یک خانواده از بالاخانواده آب‌نشین‌واران است.